# Моисеев, Дмитрий Владимирович
Моисеев Дмитрий Владимирович (род. 1 марта 1986 года, Киргизская ССР, СССР) — украинский и российский учёный-кибернетик, доктор технических наук (2019), доцент (2014), исполняющий обязанности директора Института информационных технологий, заведующий кафедрой «Информационных технологий и компьютерных систем» Севастопольского государственного университета.

## Биография
Родился 1 марта 1986 года в г. Бишкек Киргизской ССР. Его родители Моисеев Владимир Андреевич, врач, кандидат медицинских наук и Лукина Лидия Ивановна, ученый-химик, кандидат химических наук, способствовали тому, что интерес к науке проявился у сына рано. В 1993 году семья переехала в г. Севастополь. В старших классах школы занимался в секции Малой академии наук в Институте биологии южных морей. За участие в всеукраинской олимпиаде с работой по биохимическому составу мидий из акватории Карадага получил диплом Ⅱ степени. Это позволило ему поступить на бюджетную форму обучения в Севастопольский национальный университет ядерной энергии и промышленности, где он обучался по специальности «Специализированные компьютерные системы».
С отличием окончил бакалавриат, а позже и магистратуру. За время учёбы опубликовал ряд научных статей, а также подал три заявки на изобретения. Аспирантуру по специальности «Информационные технологии» закончил досрочно, так как в 2012 году защитил кандидатскую диссертацию. Будучи студентом аспирантуры был удостоен стипендии кабинета министров Украины для молодых учёных. После выпуска, помимо научной деятельности, занимался преподаванием.
В 2019 году защитил диссертацию на соискание ученой степени доктора технических наук. Позже был удостоен стипендии Президента РФ для молодых ученых и аспирантов, осуществляющих перспективные научные исследования и разработки по приоритетным направлениям модернизации российской экономики.
В 2020 г., стал финалистом конкурса «Лидеры России. Наука».
В 2022 г. — победитель конкурса «Золотые имена Высшей Школы».
В 2025 г. под руководством Моисеева Д. В. в СевГУ открыт инновационно-образовательный центр «Центр искусственного интеллекта СевГУ».
С 2014 года работает в Севастопольском государственном университете, а с 2016 года также работает совместителем в Черноморском высшем военно-морском училище им. П. С. Нахимова.
За время своей научно-педагогической деятельности Дмитрий Владимирович также являлся:
- членом экспертного совета по «Управлению, компьютерным и информационным наукам» ВАК при Миннауки по научной специальности 1.2.2 «Математическое моделирование, численные методы и комплексы программ»[11];
- аккредитационным экспертом РОСАККРЕДАГЕНСТВА;
- членом общественно-делового экспертного совета при Департаменте цифрового развития города Севастополя;
- заместителе председателя диссертационного совета № 24.2.393.02, созданном на базе Севастопольского государственного университета (СевГУ)[12][13];
- членом диссертационного совета ДС 215.059.01, созданном на базе ФГКВОУ ВО «Черноморское высшее военно-морское ордена Красной Звезды училище имени П. С. Нахимова» Министерства обороны Российской Федерации;
- членом объединённого диссертационного совета Д 999. 231.02, созданном на базе Института природно-технических систем (ИПТС) и СевГУ;
- действительный член Академии проблем качества;
- действительный член Крымской Академии наук[14];
- член-корреспондент Академии военных наук[15];
- член-корреспондент Российской инженерной Академии[16][17];
- членом редакционной коллегии научного журнала «Автоматизация и измерения в машино-приборостроении»[18];
- заместителем председателя программного комитета ежегодной всероссийской научно-практической конференции «Перспективные направления развития отечественных информационных технологий»;
- членом организационного комитета международной научно-практической конференции «Экологическая, промышленная и энергетическая безопасность»;
- членом организационного комитета международной научно-практической конференции «Дистанционные образовательные технологии»;
- членом Российского Профессорского собрания;
- членом российского общества «Знание» и др.

Является автором более 400 научных и учебно-методических работ, в том числе более 50 патентов на изобретения и полезные модели, а также свидетельства на регистрацию программ для ЭВМ, 6 монографий, 10 учебников и учебных пособий.
Преподаватель кафедры «Информационных технологий и компьютерных систем» СевГУ по дисциплинам:
- Схемотехника (для студентов 2 курса специальностей «Информатика и вычислительная техника» и «Программная инженерия»);
- Проектирование встраиваемых систем (для студентов 4 курса специальностей «Информатика и вычислительная техника» и «Программная инженерия»);
- Методология исследовательской деятельности в области информационных технологий (для магистров 1 курса специальностей «Информатика и вычислительная техника», «Информационные системы и технологии», «Прикладная информатика» и «Программная инженерия»);
- Теория решения изобретательских задач (для магистров 2 курса специальностей «Информатика и вычислительная техника» и «Программная инженерия»);
- Индустриальное производство программного обеспечения (для студентов 4 курса специальности «Программная инженерия».

2016 — по настоящее время — профессор кафедры «Ракетно-артиллерийского вооружения береговых ракетно-артиллерийских войск» Черноморского высшего военно-морского училища им. П. С. Нахимова;
2023 — по настоящее время — заведующий кафедрой «Информационных технологий и компьютерных систем» СевГУ;
2024 — по настоящее время — исполняющий обязанности директора института информационных технологий СевГУ.

## Экспертное мнение
Дмитрий Владимирович неоднократно выступал как ученый с экспертными мнениями и заявлениями:
- В Севастопольском государственном университете разрабатывают методологию синтеза высокопроизводительных энергоэффективных вычислительных устройств, построенных на отечественной элементной базе[20][2];
- В Севастополе разрабатывают «иммунитет» для беспилотников[21];
- В Севастопольском государственном университете разработали чат-бот для поиска укрытий при воздушной тревоге[22][23];
- МФТИ и СевГУ обучат педагогов из новых регионов работать с ИИ[24][25];
- В Севастополе будут учить разработке компьютерных игр[26].

## Награды
- Почетная грамота Министерства топлива и энергетики Украины «За высокий профессионализм, многолетнюю плодотворную работу по подготовке кадров для атомной энергетики Украины, в связи с 60-летием основания Севастопольского национального университета ядерной энергии и промышленности»;
- Стипендия кабинета министров для молодых учёных;
- Стипендия Президента Российской Федерации для молодых ученых и аспирантов, осуществляющих перспективные научные исследования и разработки по приоритетным направлениям модернизации российской экономики;
- Финалист конкурса «Лидеры России. Наука» 2020[3][1];
- Нагрудный знак «Молодой ученый» — ведомственной наградой министерства науки и высшего образования Российской Федерации (За заслуги в сфере образования, а также за многолетний добросовестный труд)[20];
- Лауреат Гранта Президента Российской Федерации для государственной поддержки молодых российских ученых — докторов наук[27];
- Лауреат премии «Золотые имена высшей школы» в номинации «За вклад в науку и высшее образование»[4][5][6];
- Благодарственного письма Статс-секретаря — заместителя министра науки и высшего образования «За вклад в науку и высшее образование»;
- Благодарность Губернатора Севастополя «За добросовестный труд, высокие достижения в научной деятельности города и в связи с Днем российской науки»[28].